# سذاب حلبي

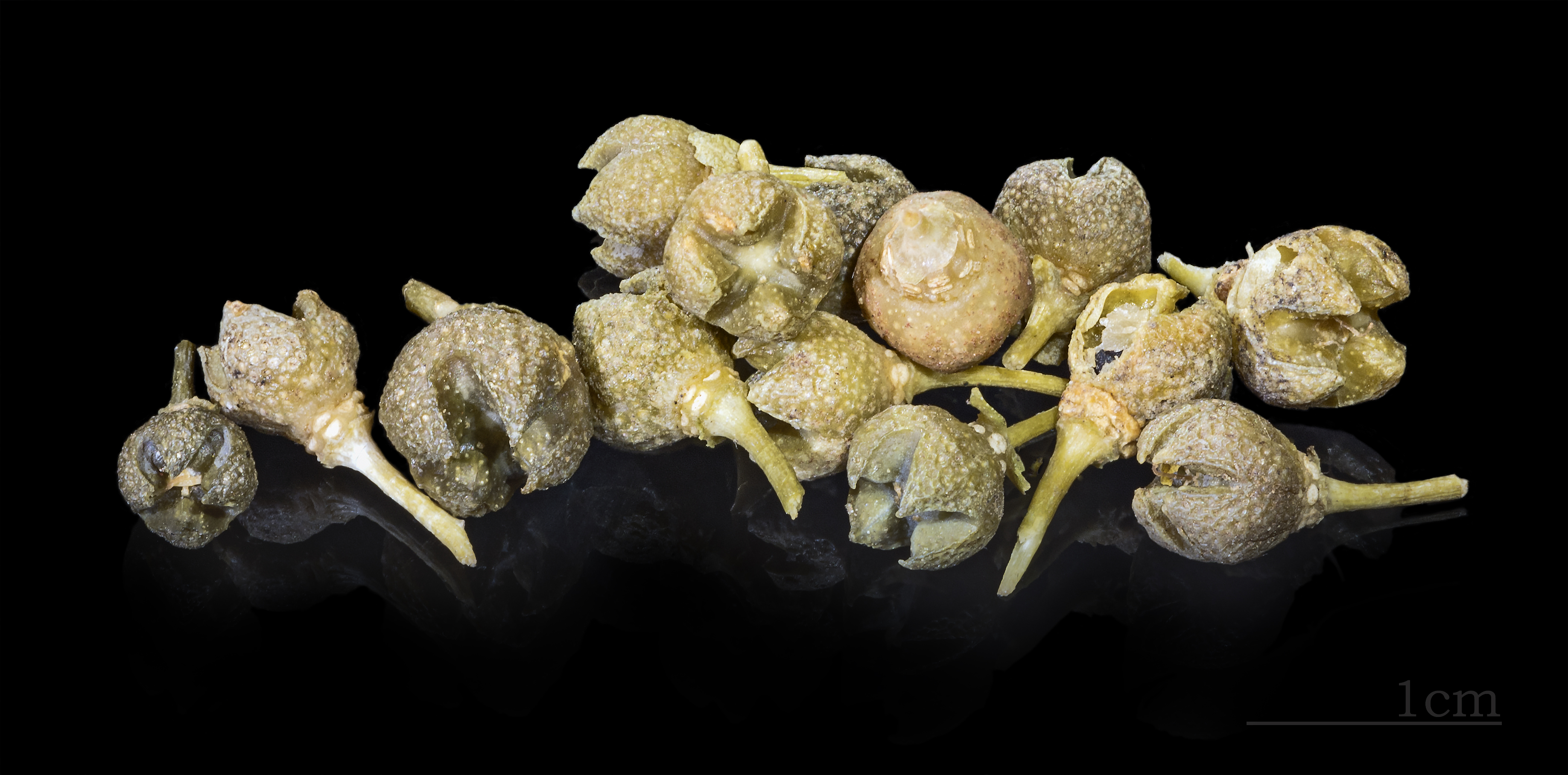
الفواكه المجففة.

السذاب الحلبي (باللاتينية: Ruta chalepensis)  نوع نباتي يتبع جنس السذاب من الفصيلة السذابية.
يحتوي النبات على مواد يمكن أن تسبب حروقاً إذا لامست الجلد وبخاصة في أوقات الحر.

## البيئة والانتشار
موطنه وسط حوض البحر الأبيض المتوسط ومنطقة يوغوسلافيا السابقة.
تؤدي ملامسة النبات (أو عصارته)، والتعرض لأشعة الشمس، وخاصة في الأيام المشمسة الصافية حيث نسبة الأشعة فوق البنفسجية عالية، إلى الالتهابات الجلدية الضوئية (باللاتينية: Photodermatitis)، التي تظهر، خلال 24 ساعة من ملامسة النبات على شكل آلام جلدية تترافق باحمرار الجلد والحكة (الهرش) والانتفاخ، ويمكن أن تتوسع المساحات المتحسسة من الجلد خلال الـ 48 ساعة التي تلي ملامسة النبات، وقد تستمر لعدة أيام، كما قد تتشكل بقع بنية اللون على الجلد تستمر لعدة أشهر، ويصاب الجلد أيضاً بفرط التحسس الضوئي (بالإنجليزية: Hypersensitivity)، الذي قد يستمر لفترة طويلة. ويؤدي تغذي الحيوانات على كمية قليلة من الأوراق (نحو 120 غ) إلى اضطراب في الجهاز الهضمي قد يكون شديداً.